# Рамчаран, Руди
Ру́ди Рамчара́н (англ. Rudy Ramcharan; род. 1964, Тринидад и Тобаго) — канадский кёрлингист.
В составе мужской сборной Канады участник чемпионата мира 1997. Чемпион Канады среди мужчин (1997).
Играл в основном на позиции второго.
На данный момент, единственный из всех чемпионов Канады по кёрлингу имеющий вест-индийское этническое происхождение.

## Достижения
- Чемпионат Канады по кёрлингу среди мужчин: золото (1997).
- Канадский олимпийский отбор по кёрлингу: серебро (1997).

## Команды
| Сезон   | Четвёртый      | Третий        | Второй        | Первый       | Запасной                        | Турниры                     |
| ------- | -------------- | ------------- | ------------- | ------------ | ------------------------------- | --------------------------- |
| 1994—95 | Ken Hunka      | Руди Рамчаран | Glen Hunka    | Doug Ganske  |                                 |                             |
| 1996—97 | Кевин Мартин   | Дон Валчак    | Руди Рамчаран | Дон Бартлетт | Джулс Овчар тренер: Джулс Овчар | ЧК 1997 · ЧМ 1997 (4 место) |
| 1997—98 | Кевин Мартин   | Дон Валчак    | Руди Рамчаран | Дон Бартлетт | тренер: Джулс Овчар             | КООК 1997                   |
| 1998—99 | Кевин Мартин   | Дон Валчак    | Руди Рамчаран | Дон Бартлетт |                                 |                             |
| 1999—00 | Руди Рамчаран  | Jerry Semen   | Ken McLean    | Randy Rogers |                                 |                             |
| 2006—07 | Tony Germsheid | Руди Рамчаран | Matt Wood     | John Boucher |                                 |                             |

(скипы выделены полужирным шрифтом)

## Частная жизнь
Родился в Тринидаде и Тобаго, в возрасте 5 лет переехал в Канаду, где начал заниматься кёрлингом в возрасте 12 лет.
На момент своего участия в 1997 году в чемпионате Канады и чемпионате мира работал консультантом по компьютерам.